# Henotesia sakalava
Henotesia sakalava är en fjärilsart som beskrevs av Saalmüller 1878. Henotesia sakalava ingår i släktet Henotesia och familjen praktfjärilar. Inga underarter finns listade i Catalogue of Life.